# Política da Irlanda do Norte

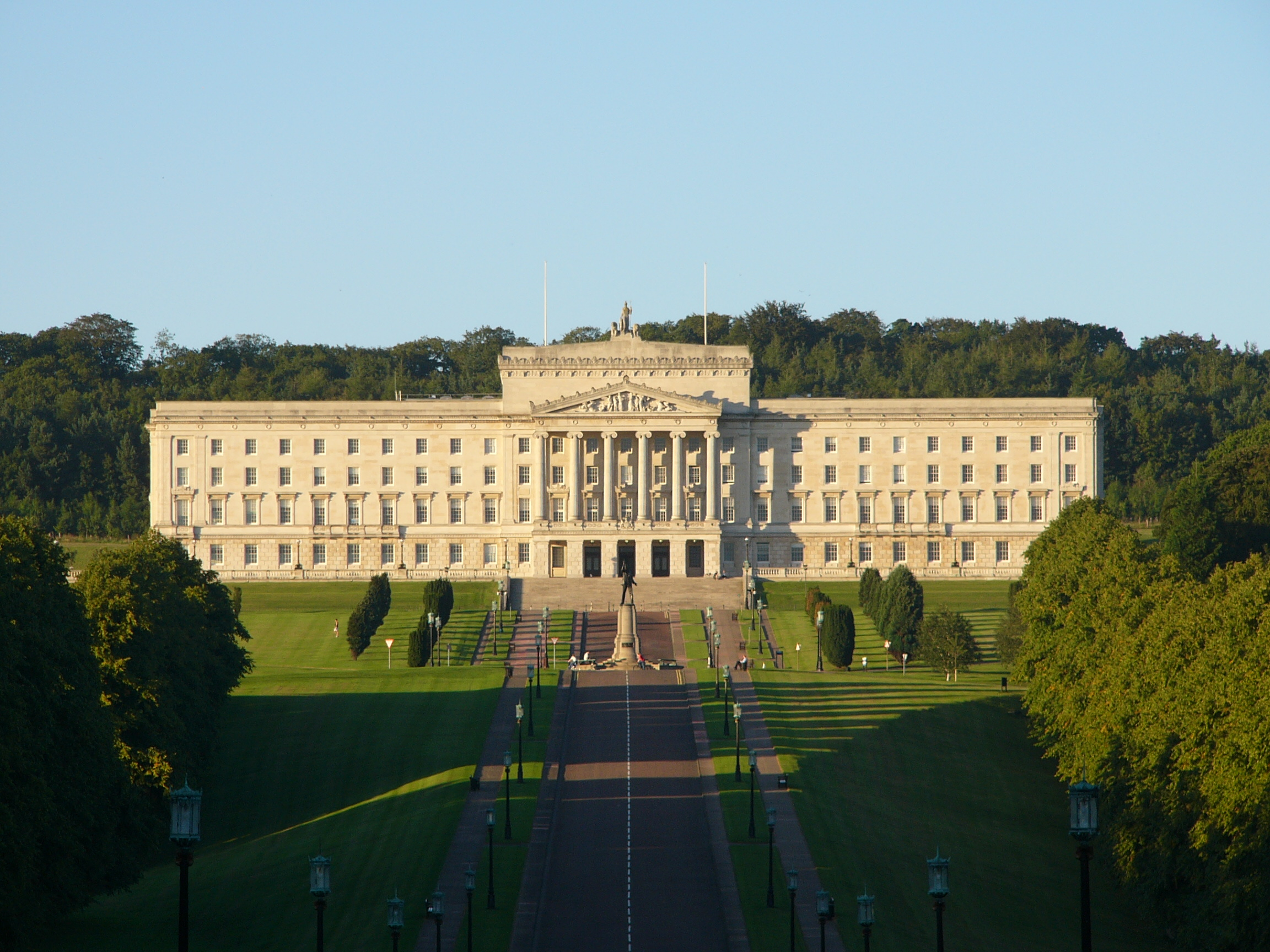
Assembleia da Irlanda do Norte.

Como parte do Reino Unido, a Irlanda do Norte é uma monarquia constitucional, em que o Chefe de Estado é o monarca do Reino Unido. Os cidadãos da Irlanda do Norte elegem dezoito deputados para a Câmara dos Comuns do parlamento britânico.
Para além disso, a Irlanda do Norte tem uma Assembleia Legislativa com 108 deputados, actualmente suspensa. Está ainda representada no Parlamento Europeu com três deputados.